# Pain du Luberon
Le pain du Luberon au blé meunier d'Apt est fabriqué depuis 2005 par des boulangers de Vaucluse et des Alpes-de-Haute-Provence.

## Histoire
En 1985, des semences de « blé meunier d'Apt » sont retrouvées par des techniciens du parc naturel régional du Luberon. En 2005, afin de maintenir une biodiversité et de conserver le patrimoine végétal local, une remise en culture de variétés anciennes de blé s'effectue avec divers acteurs au sein du parc naturel régional du Luberon.
Le 13 septembre 2007, la marque « Parc naturel régional du Luberon » pour la « farine et le pain du Luberon au blé meunier d’Apt » est validée par la Fédération des parcs naturels régionaux de France.
En mai 2010, le Pavé du Luberon, réalisé à partir de blé meunier d'Apt, est élu Sentinelle du Goût par le mouvement international Slow Food.

## Aire géographique
En 2010, trois boulangers à Apt, deux à Cavaillon, un à Roussillon, un à Manosque, un à Reillanne et un à Saint-Étienne-les-Orgues commercialisent ce pain.

## Charte qualitative

Logo Produit du parc naturel régional du Luberon

Ceux-ci ont obligatoirement signé une convention avec le parc naturel régional du Luberon. Le but de ce partenariat est de promouvoir ce pain en même temps que les variétés anciennes de blé. Les  pains faits à base de blé meunier sont tous identifiés par une petite pastille azyme représentant le logo vert du Parc.
L’appellation « pain du Luberon » a fait également l’objet d’un dépôt de marque à l'Institut national de la propriété industrielle (INPI).